# Serena Bortone
Serena Bortone (Roma, 8 settembre 1970) è una giornalista, conduttrice televisiva e autrice televisiva italiana.

## Biografia
Inizia lavorando nella redazione del programma di Mino Damato Alla ricerca dell'Arca nel 1989 per poi proseguire nella squadra di altre trasmissioni televisive: Avanzi e Ultimo minuto format di docufiction. Nel 1994 collabora nel programma di inchiesta Mi manda Lubrano (diventato poi Mi manda Raitre) diventando l’anno seguente inviata per i collegamenti in diretta.
Dal 1998 comincia la sua esperienza come giornalista politica: è inviata e autrice per TeleCamere e nel 2006 ne è anche la conduttrice, al fianco di Anna La Rosa. Tra il 2000 e il 2001 realizza dieci documentari per il canale Viaggi di Stream TV. Nel 2007 torna alle inchieste di Mi manda Raitre come autrice per poi contribuire all'ideazione del format del programma di seconda serata Tatami. È autrice dello speciale di Rai 3 Dodicesimo Presidente, condotto da Federica Sciarelli con la partecipazione di Corrado Augias, dedicato all'elezione del Presidente della Repubblica nel gennaio 2015.
Nel 2007 ha guidato come responsabile comunicazione e ufficio stampa la campagna per le Primarie del Partito Democratico.
Dal 2010 è autrice della prima edizione di Agorà. Ricopre anche il ruolo di inviata seguendo le elezioni presidenziali francesi del 2012 e quelle americane del 2014. Nell'estate del 2013 conduce Agorà Estate insieme a Giovanni Anversa, programma di cui diviene conduttrice unica a partire dall’anno successivo. Nel 2016 è ideatrice e conduttrice di due reportage che raccontano la contemporaneità attraverso le relazioni, dal titolo Tutti salvi per amore, in onda in seconda serata su Rai 3. Il 28 giugno 2017 viene annunciato che avrebbe preso il posto di Gerardo Greco alla conduzione di Agorà, in onda su Rai 3, restando alla guida del programma fino al 26 giugno 2020; il successivo 7 settembre debutta su Rai 1 con una nuova trasmissione, Oggi è un altro giorno, terminata poi il 30 giugno 2023. Il 23 settembre dello stesso anno torna su Rai 3 con la nuova trasmissione Chesarà... che si è conclusa il 16 giugno 2024.
Dal 16 settembre 2024 esordisce su Rai Radio 2 con un nuovo programma intitolato 5 in condotta dal lunedì al venerdì dalle 17 alle 18.

## Controversie
Nel 2024 è stata al centro di quello che è stato chiamato dalla stampa "Caso Scurati". Il 20 aprile dichiara, durante la trasmissione Chesarà..., che il contratto con Antonio Scurati, che doveva presentare un monologo sull'Anniversario della liberazione d'Italia, era stato annullato e, nonostante le sue numerose richieste d'informazione, non le erano state fornite le motivazioni da lei richieste. Poi Bortone ha anche riportato che alcuni giornali avevano giustificato l'annullamento del contratto, adducendo una disputa economica, e che lei si sentiva in obbligo di precisare che, dopo aver telefonato allo scrittore per informarlo degli ultimi sviluppi, Scurati le aveva offerto il monologo oggetto della controversia senza alcun compenso economico. La lettura del monologo da parte di Bortone durante la trasmissione ha innescato un dibattito mediatico e politico su una possibile censura da parte del Governo e dei suoi sostenitori nei vertici Rai.

## Riconoscimenti
- Premio Funari - Il Giornalaio dell'anno (II Edizione - 2023): premio giornalistico italiano in onore dell'eredità giornalistica di Gianfranco Funari. Il premio si distingue per premiare lo spirito indipendente e la volontà di fare informazione accessibile a tutti.

## Televisione

### Autrice
- Alla ricerca dell'arca (Rai 3, 1989)
- Avanzi (Rai 3, 1991-1993)
- Ultimo minuto (Rai 3, 1993-1997)
- Mi manda Lubrano (Rai 3, 1994-1996)
- Mi manda Raitre (Rai 3, 1996-1998, 2007-2008)
- TeleCamere (Rai 3, 1998-2006)
- Tatami (Rai 3, 2008-2010)
- Agorà (Rai 3, 2010-2020)
- Agorà Estate (Rai 3, 2013-2017)
- Dodicesimo Presidente (Rai 3, 2015)
- Tutti salvi per amore (Rai 3, 2016)
- Oggi è un altro giorno (Rai 1, 2020-2023)
- Chesarà... (Rai 3, 2023-2024)

### Inviata
- Mi manda Lubrano (Rai 3, 1995-1996)
- Mi manda Raitre (Rai 3, 1996-1998)
- TeleCamere (Rai 3, 1998-2006)

### Conduttrice
- TeleCamere (Rai 3, 2006)
- Agorà Estate (Rai 3, 2013-2017)
- Agorà (Rai 3, 2017-2020)
- Tutti salvi per amore (Rai 3, 2016)
- Oggi è un altro giorno (Rai 1, 2020-2023)
- Telethon (Rai 1, 2020)
- Dantedì (Rai 1, 2021)
- Senato & Cultura - Omaggio a Pasolini (Rai 3, 2022)
- Chesarà... (Rai 3, 2023-2024)

### Giurata
- Il cantante mascherato (Rai 1, 2023)

## Radio
- 5 in condotta (Rai Radio 2, dal 2024)

## Opere
- con Mariano Cirino, Io non lavoro – storie di italiani improduttivi e felici, pubblicato da Neri Pozza Editore e giunto alla terza ristampa[13].
- A te vicino così dolce, Rizzoli, 2024